# Tranvías de Talca
Los tranvías de Talca fue un sistema de tranvías inicialmente a tracción animal y posteriormente tracción eléctrica existente en la ciudad homónima entre 1884 y 1933.

## Historia
En 1883 la firma local Mac-Queda y Cía. adquirió una concesión para construir un ferrocarril urbano a tracción animal (también denominados «carros de sangre») en la ciudad de Talca, otorgada mediante decreto del 26 de abril del mismo año. Para operar el tranvía se constituyó la «Compañía Movilizadora de Carga i Pasajeros» el 19 de julio de 1883, quedando instalada oficialmente el 7 de agosto, y que tuvo entre sus accionistas a los ingleses Fernando Smiths, Guillermo Wicks, Jorge Le Bert B. y Santiago Longton.
Se encargaron carros de uno y dos pisos a la firma J. G. Brill Company de Filadelfia, y el servicio se inició en 1884. En 1904 el servicio fue transferido a la firma Forno y Serafín, mientras que al caducar dicha concesión se inició el reemplazo de los tranvías de sangre por carros de tracción eléctrica, para lo cual en abril de 1911 se firmó un contrato con la Empresa de Tracción Eléctrica de Talca. Los nuevos tranvías eléctricos comenzaron a circular por Talca en 1916.
Hacia 1921 la longitud de las líneas de tranvías alcanzaba los 5,5 kilómetros, además de poseer 8 carros con capacidad para 40 personas cada uno y en ese año movilizó 1 410 032 pasajeros. En 1923, luego que los tranvías de Rengo dejaran de circular en dicha localidad, la empresa operadora de los tranvías de Talca adquirió dos de sus carros para el servicio en la capital del Maule. En enero de 1927 el sistema de tranvías de Talca fue adquirido por la Compañía General de Electricidad Industrial (CGEI).
Los tranvías dejaron de circular el 1 de diciembre de 1928 debido a los daños ocurridos por el terremoto que afectó a Talca, reanudando sus servicios el 15 del mismo mes. En 1930 se discutían posibles modificaciones al trazado de los tranvías en medio de la reconstrucción de la ciudad, cuestión que se oficializó en septiembre del mismo año. En 1933 los servicios fueron suspendidos definitivamente.

## Pasajeros movilizados
| Año  | Pasajeros |
| ---- | --------- |
| 1919 | 1 172 249 |
| 1921 | 1 410 032 |
| 1922 | 1 656 101 |
| 1923 | 1 785 051 |
| 1928 | 1 561 000 |
| 1929 | 1 507 000 |
| 1930 | 1 602 000 |